# John Betjeman
Sir John Betjeman (n. 28 august 1906, Londra, Regatul Unit al Marii Britanii și Irlandei – d. 19 mai 1984, Cornwall, Anglia, Regatul Unit) a fost un poet, scriitor și distribuitor englez.